# Ferrocarril de Stann Creek
El Ferrocarril de Stann Creek se utilizó de 1908 a 1938 como un ferrocarril de vía estrecha de 40 km de largo y 914 mm de vía estrecha desde Commerce Bight hasta Middlesex en Belice.

## Antecedentes
El Sindicato de Honduras Británica abrió un ferrocarril tirado por mulas en 1892 desde su oficina principal en Melinda hasta la Iglesia del Sagrado Corazón en el muelle de Stann Creek Town, lo que resultó ser útil.

## Construcción
La ruta fue construida por el gobierno colonial de Honduras Británica, con la ayuda de trabajadores inmigrantes jamaicanos, con un presupuesto total muy superior a 846.140 BH$ o unas 123.000 libras esterlinas, o unos 15 millones de euros, ajustados a la inflación. Tenía un ancho de 914 mm y se abrió en secciones desde el 17 de octubre de 1908 hasta el 31 de marzo de 1911. Se desvió por las plantaciones de plátanos en Melinda Road y Old Mullins River Road. Los puentes fueron diseñados como puentes de acero con cimientos de hormigón.

## Operación
Para la operación se utilizaron cuatro locomotoras de vapor alimentadas con carbón. Estaban estacionados en Hope Creek, en la Milla 15, en la Milla 21 y en Middlesex.
Después de que la producción de plátano se redujo a 5.000 tallos por semana en 1924 y la United Fruit Company cesó sus operaciones, el gobierno adquirió dos locomotoras de maniobras diésel capaces de manejar toda la línea a 13 km/h.
Desde 1925, la Tidewater Lumber Company, con sede en Estados Unidos, utilizó el ferrocarril para transportar madera de caoba desde Middlesex hasta el muelle de Commerce Bight para su envío a los Estados Unidos de América. Después del declive de la industria maderera en el valle de Stann Creek en 1929, el ferrocarril todavía se utilizaba en la década de 1930 para el transporte de pasajeros. La United Fruit Company utilizó el ferrocarril Stann Creek hasta 1937. La vía fue desmantelada en 1938 y reutilizada en otros lugares de Belice y Jamaica.